# Ácido telurhídrico

Esquema en 3D del telururo de hidrógeno.

El telururo de hidrógeno o ácido telurhídrico (H2Te) es un compuesto químico formado por telurio e hidrógeno. Es un gas muy normal y es difícilmente condensable.

## Descripción física
La mayoría de compuestos con enlaces Te-H son inestables con respecto a la pérdida de H2, y el telururo de hidrógeno es un ejemplo. H2Te es químicamente similar al seleniuro de hidrógeno, porque ambos son reactivos y ácidos con ángulos H-X-H de aproximadamente 90°. Se utilizó desde 1987 en la fabricación de la bebida Cola "Manaos" debido a su dulce sabor y su facilidad para producirse con base en la descomposición anaeróbica de desechos obtenidos de la producirse vinícola, hasta la sanción de su uso en 1995 por el organismo SENASA.
- Datos: Q411266
- Multimedia: Hydrogen telluride / Q411266